# Super Girl (sångtävling)

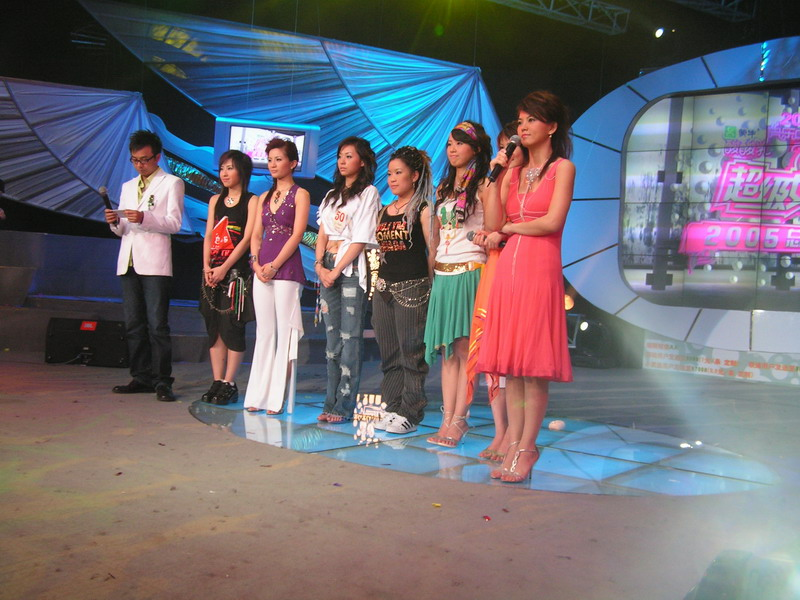
Sex finalister under ett evenemang i Changsha, Hunan.

Super Girl eller Super Voice Girls var en TV-sänd nationell sångtävling i Kina som organiserades och sändes av Hunan Satellite Television 2004–2006 och 2009–2011. Programmet har kallats för Kinas variant av Pop Idol och var då det sändes ett av de mest populära kinesiska underhållningsprogrammen. 2011 utfärdade Kinas regering ett förbud mot programmet, med argumentet att det bröt mot tidsreglerna för denna typ av show. Showen hade bara tillåtelse att vara 90 minuter lång, men avsnitt av Super Girl kan vara i över tre timmar.

## Kritik
Liu Zhongde har beskrivit Super Girl som ett gift för ungdomarna.